# Scarborough Soccer Club
El Scarborough SC es un club de fútbol de Scarborough, Toronto, Canadá. El equipo disputa sus partidos como local en el Birchmount Stadium y juega en la Canadian Soccer League.

## Temporadas
| Año  | División | Liga | Temporada regular | Playoffs         |
| ---- | -------- | ---- | ----------------- | ---------------- |
| 2015 | 1.ª      | CSL  | 10.º              | No calificó      |
| 2016 | 1.ª      | CSL  | 3.º               | Cuartos de final |
| 2017 | 1.ª      | CSL  | 4.º               | Subcampeón       |
| 2018 | 1.ª      | CSL  | 4.º               | Subcampeón       |
| 2019 | 1.ª      | CSL  | 2.º               | Campeón          |
| 2020 | 1.ª      | CSL  | 1.º               | Subcampeón       |
| 2021 | 1.ª      | CSL  | 2.º               | Campeón          |
| 2022 | 1.ª      | CSL  | 3.º               | Subcampeón       |

## Entrenadores
| Año   | Nombre          | Nacionalidad         |
| ----- | --------------- | -------------------- |
| 2015  | Kiril Dimitrov  | Bulgaria             |
| 2016  | Ricardo Munguía | México               |
| 2017  | Krum Bibishkov  | Bulgaria             |
| 2018- | Zoran Rajović   | Bosnia y Herzegovina |